# Menznau
Menznau (toponimo tedesco) è un comune svizzero di 3 056 abitanti del Canton Lucerna, nel distretto di Willisau.

## Geografia fisica
Il territorio del comune di Menznau si estende sulle pendici orientali del monte Napf.

## Monumenti e luoghi d'interesse
- Chiesa parrocchiale cattolica di San Giovanni Battista, eretta nel XIII secolo, ristrutturata nel 1470-1475 e ricostruita nel 1628-1635 e nel 1891[3];
- Chiesa parrocchiale cattolica di San Giacomo Maggiore in località Geiss, attestata dal 1271, ricostruita nel 1581 circa e nel 1644-1647 e ampliata nel 1783, nel 1828 e nel 1951[4];
- Chiesa parrocchiale cattolica di San Teodulo in località Menzberg, eretta nel 1809, ricostruita nel 1825 da Josef Händle e ampliata nel 1910-1911[5];
- Rovine della fortezza di Kasteln, attestata dal 1274[6];
- Zona naturale protetta di Tutensee[3].

## Società

### Evoluzione demografica
L'evoluzione demografica è riportata nella seguente tabella:
Abitanti censiti

## Economia
L'economia locale si basa prevalentemente sui settori primario e secondario.

## Infrastrutture e trasporti
Menznau è servito dall'omonima stazione e da quella di Menznau West sulla ferrovia Huttwil-Wolhusen.